# Геллер, Рахиль Гедальевна
Рахиль Гедальевна Геллер — депутат Верховного Совета СССР 10 и 11 созывов (1979—1989).

## Биография
Работала паяльщицей на Биробиджанском трансформаторном заводе. Делегирована в депутаты Верховного Совета СССР 10 и 11 созывов, в связи с чем являлась членом его Совета Национальностей от Еврейской автономной области РСФСР (1979—1989).
Входила в состав Антисионистского комитета советской общественности. В документальном фильме «В семье равноправных» (ЦСДФ, 1984, сценарий И. Ицкова) Геллер заявила:

Меня оскорбляют и возмущают сионистские выдумки о неравноправии советских евреев, их угнетении. Это клевета и ложь. Мы живем в семье равноправных народов.

Личный архив Р. Г. Геллер находится в Государственном архиве Еврейской автономной области.